# Bataille des gués de l'Oronte
Guerres arabo-byzantines
Batailles
- Mu'tah (629)
- Ajnadayn (634)
- Damas (634)
- Fahl (635)
- Yarmouk (636)
- Jérusalem (636-637)

- Héliopolis (640)
- Nikiou (646)

- Sufétula (647)
- Tahouda (683)
- Mammès (688)
- Carthage (698)
- Oued Nini (698)

- 1re Constantinople (674-678)
- Sébastopolis (692)
- Tyane (~708)
- 2e Constantinople (717-718)
- Andrinople (718)
- Nicée (727)
- Akroinon (740)

- Kamacha (766)
- Invasion de l'Asie Mineure (782)
- Kopidnadon (788)
- Krasos (804)
- Invasion de l'Asie Mineure (806)
- Anzen (838)
- Amorium (838)
- Mauropotamos (844)
- Poson (863)
- Bathys Ryax (872 ou 878)

- Syracuse (877-878)
- Stelai ou 1re Milazzo (880)
- 2e Milazzo (888)
- Taormine (902)
- Garigliano (915)
- Détroit (965)
- Georges Maniakès en Sicile (1038-1040)

- Phœnix de Lycie (655)
- Keramaia (746)
- Conquête musulmane de la Crête (années 820)
- Damiette (853)
- Raguse (866-868)
- Kardia (~872-873)
- Golfe de Corinthe (~873)
- Céphalonie (880)
- Chalcis (~883)
- Thessalonique (904)

- Portes ciliciennes (878)
- Campagnes de Jean Kourkouas (926-944)
- Marach (953)
- Raban (958)
- Andrassos (960)
- Campagnes de Nicéphore II Phocas (956-969)
- Chandax (960-961)
- Alexandrette (971)
- Campagnes de Jean Tzimiskès (~950-975)
- Gués de l'Oronte (994)
- Alep (994-995)
- Apamée (998)
- Campagnes de Basile II (979-999)
- Azâz (1030)

La bataille des gués de l'Oronte s'est déroulée le 15 septembre 994 entre l'Empire byzantin et ses alliés hamdanides commandés par Michel Bourtzès contre les forces du califat famitide de Damas sous les ordres du général turc Manjutakin. La bataille se solde par une victoire fatimide.

## Contexte
Dans les années 990, l'Empire byzantin et les Fatimides sont entrés en guerre en Syrie. En tant que vassal de l'Empire byzantin, l'émirat hamdanide d'Alep est également entraîné dans le conflit. En 993/994, le gouverneur fatimide de Damas, le général turc Manjutakin, assiège Apamée, obligeant Michel Bourtzès, le duc byzantin d'Antioche, à intervenir pour soulager la ville. Il rassemble ses forces et se porte à la rencontre des Fatimides.

## Bataille
Les deux armées se rencontrent au niveau de la rivière Oronte près d'Apamée le 15 septembre, 994. Alors que son armée est inférieure en nombre, Bourtzès commet l'erreur de la disposer au niveau de deux gués qui jalonnent la rivière. Manjutakin envoie donc une partie de son armée attaquer les forces hamdanides alliées des Byzantins disposées au niveau d'un des deux gués, tout en contenant la principale force byzantine, composée essentiellement de cavalerie sur l'autre gué. Les Fatimides réussissent à repousser les forces hamdanides, franchissent le gué puis font demi-tour et viennent attaquer les Byzantins par derrière. L'armée byzantine, prise de panique, s'enfuit, perdant environ 5 000 hommes au cours du combat.

## Conséquences
Peu après la bataille, le califat fatimide prend progressivement le contrôle de la Syrie, ôtant aux Hamdanides le pouvoir qu'il détenait sur la région depuis 890. Manjutakin capture notamment Azaz et assiège Alep.
Cette défaite pousse l'empereur byzantin Basile II à intervenir personnellement. Il abandonne le front bulgare, rassemble des troupes et traverse l’Asie Mineure en 16 jours en plein hiver, menant une campagne éclair au cours de l'année suivante. Il démet également Michel Bourtzès de son poste et le remplace par Damien Dalassène.